# Juan Carlos Godoy (cantante)
Juan Carlos Godoy, seudónimo de Aníbal Llanos (Campana, Argentina, 21 de agosto de 1922-Buenos Aires, Argentina, 12 de febrero de 2016), fue un cantante de tango argentino. Uno de los pocos «maestros» que quedaban con vida de la década de oro del tango, años 1940 y 1950.

## Biografía
Nació el 21 de agosto de 1922 en Campana. A los 15 años de edad se trasladó con su familia a vivir en La Boca, Ciudad de Buenos Aires. Comenzó a cantar inspirándose en Agustín Magaldi, en Carlos Gardel y en Edmundo Rivero quien lo incentivó a dedicarse al tango. En 1950 se destacó en la orquesta de Mario Luzzi, más tarde participaría de las orquestas de Manuel Buzón, Félix Guillén y Ricardo Tanturi. En 1957 debutó en la orquesta del pianista Alfredo De Angelis.
Años más tarde, con el Glostora Tango Club dejó de ser conocido solo en Buenos Aires, Godoy era escuchado en el resto del país, en Uruguay, en Colombia y en otros países. En 2004, incentivado por Santaolalla volvió a los estudios de grabación para participar en el proyecto Café de los maestros, álbum que reunió a los más grandes maestros vivientes de las "décadas de oro" del tango, los años 1940 y 1950.
El 12 de diciembre de 2012 recibió una distinción por su trayectoria en el Salón de los Pasos Perdidos del Congreso de la Nación, entregada por el escritor y productor cultural José Valle presidente del Centro de Estudios y Difusión de la Cultura Popular Argentina
Juan Carlos Godoy falleció a los 93 años el 12 de febrero de 2016, por complicaciones renales.

## Galería

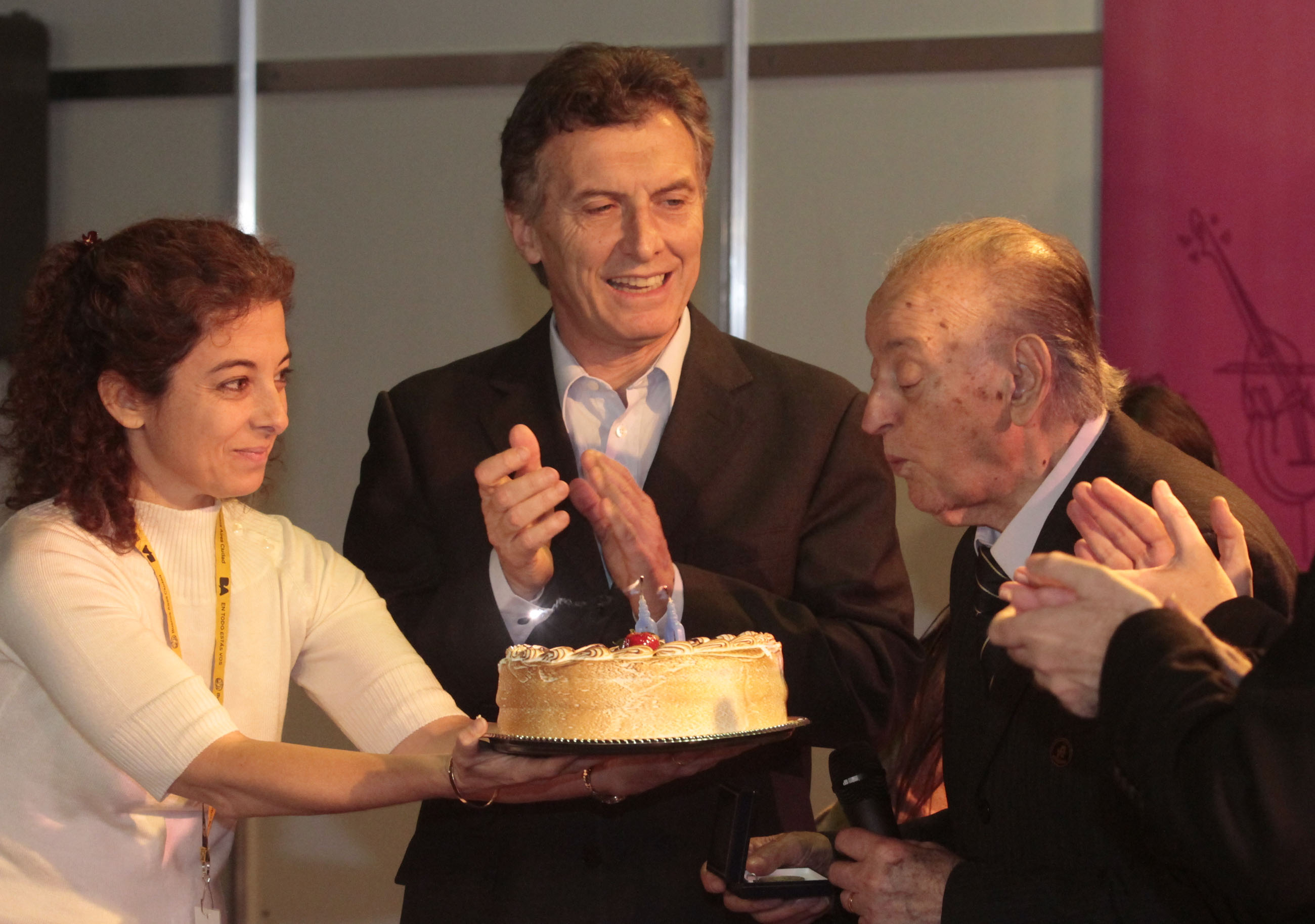
Godoy junto a Mauricio Macri en un homenaje en su honor el día de su 90° cumpleaños.
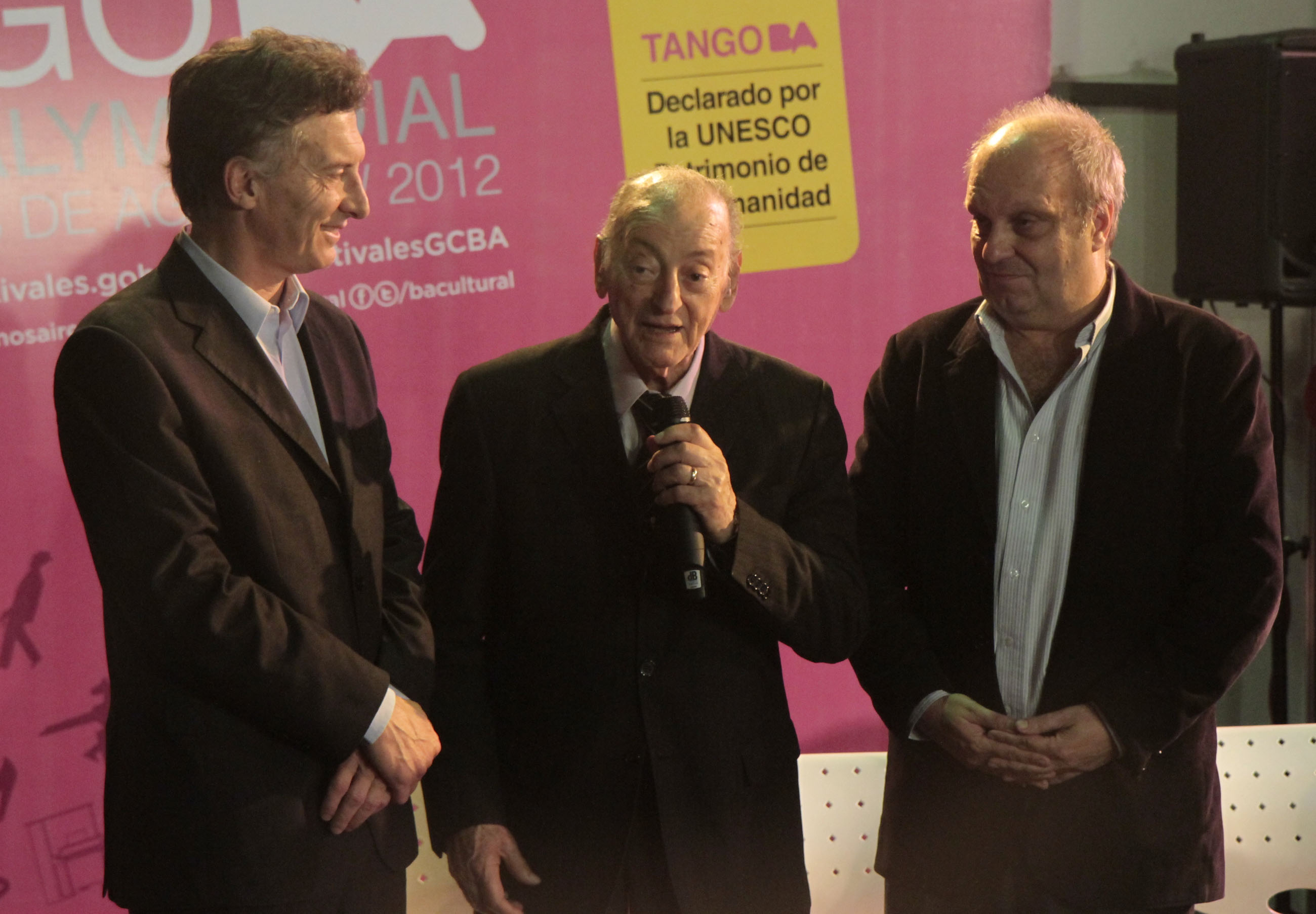
Godoy en la ceremonia en su honor.
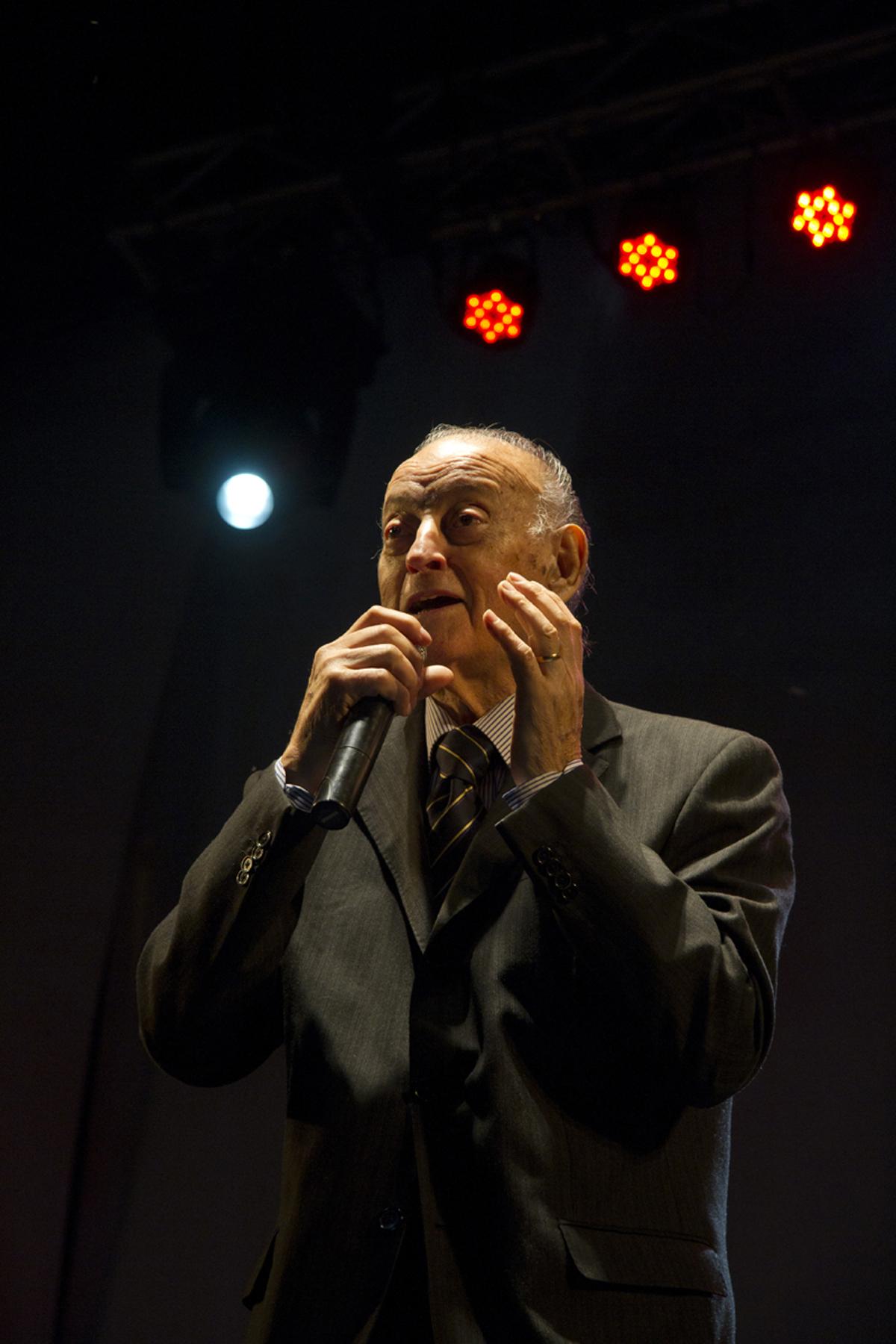
Godoy cantando en el festival del Día del Tango de 2011.